# Neil Winters
Neil Winters is een personage uit de Amerikaanse soapserie The Young and the Restless. De rol wrde van 1991 gespeeld door Kristoff St. John tot zijn plotselinge dood in 2019.

## Personagebeschrijving
Neil heeft een hoge functie bij Newman Enterprises. Zijn grote liefde in Drucilla Winters, waar hij een dochter Lily mee heeft. In 2006 ontdekte hij echter dat Lily in feite de dochter van zijn broer Malcolm was. In 2007 overleed Drucilla, al werd haar lichaam nooit teruggevonden waardoor ze altijd nog kan terugkeren. In april 2019 vond zijn adoptiezoon Devon hem, hij was overleden in zijn slaap aan een beroerte.